# Ministeriet for særlige Anliggender
Ministeriet for særlige Anliggender var et dansk ministerium, der blev oprettet under Regeringen Vilhelm Buhl II efter Danmarks befrielse den 5. maj 1945. Ministeriet blev oprettet med Mogens Fog som minister. Ministeriets formål var at afvæbne modstandsbevægelsens styrker og og yde bistand til frihedskampens ofre. Ministeriet oprettede "kontorer for særlige anliggender" i købstæderne, som udbetalte understøttelse og gaver til frihedskampens ofre. 
Ved Vilhelm Buhls og befrielsesregeringens afgang i november 1945 blev ministeriet overtaget af Per Federspiel.
Ministeriet blev nedlagt i 1947, hvorefter socialministeriet overtog ministeriets opgaver.